# Philogenia augusti
Philogenia augusti är en trollsländeart som beskrevs av Philip Powell Calvert 1924. Philogenia augusti ingår i släktet Philogenia och familjen Megapodagrionidae. Inga underarter finns listade i Catalogue of Life.